# KK Samobor
Košarkaški klub "Samobor" (KK "Samobor") je muški košarkaški klub iz Samobora, Zagrebačka županija, Republika Hrvatska. 
 
U sezoni 2019./20. klub se natječe u Prvoj muškoj košarkaškoj ligi, ligi drugog stupnja prvenstva Hrvatske. 

## O klubu
Osnivačka skupština kluba je održana 10. prosinca 1974. u zgradi Gimnazije Samobor, te je klub nazvan "Osvit" po imenu športskog školskog društva Gimnazije Samobor. Klub je registriran pri Zagrebačkom košarkaškom savezu, te je počeo s ligaškim natjecanjima u Zagrebačkoj ligi i potom Zagrebačkoj zoni. Klub je izborio plasman u Hrvatsku regionalnu ligu – Centar, ali je odustao od natjecanja. 
 
U sezoni 1977./78. klub mijenja ime u Košarkaški klub "Mladost"', a 1980. u "Košarkaški klub "Samobor". Juniori kluba su se 1987. godine plasirali u Hrvatsku juniorsku ligu. 
 
1992. godine sponzor kluba postaje tvrtka "Paulić-Labor", te klub djeluje s više selekcija, uključujući i žensku. Tih godina klub se natječe u B-1 ligi. Nakon nekoliko godina, dolazi do prestnka sponzoriranja kluba. Seniori kluba ospadaju u C-1 ligu, koju osvajaju 2000. godine i vraćaju se u B-1 ligu. U sezoni 2002./03. ostvaruju plasman u A-2 ligu, no klub odustaje od natjecanja te se raspušta seniorska momčad. 2005. godine se vraća seniorska momčad, koja se idućih godina natječe u C-1 i B-1 ligi, a od sezone 2008./09. redovito u A-2 ligi – Centar. 
 
Klub je u sezoni 2018./19. osvojio drugo mjesto u Drugoj ligi – Centar, te je zbog odustajanja pojedinih klubova temeljem pozivnice Hrvatskog košarkaškog saveza postao član Prve muške košarkaške lige.
 
 
Klub je osvajao i Kup Krešimira Ćosića – regija Centar.

## Uspjesi
Druga košarkaška liga – Centar
- doprvak: 2018./19.

## Poznati igrači
- Mario Kasun

## Unutrašnje poveznice
- Samobor

## Vanjske poveznice
- kksamobor.hr, službene stranice  Arhivirana inačica izvorne stranice od 26. siječnja 2019. (Wayback Machine)
- Košarkaški klub Samobor, facebook stranica
- eurobasket.com, KK Samobor
- sportilus.com, KOŠARKAŠKI KLUB SAMOBOR